# Interlands Grieks voetbalelftal 2020-2029
Deze pagina toont een chronologisch en gedetailleerd overzicht van de interlands die het Grieks voetbalelftal speelt en heeft gespeeld in de periode 2020 – 2029.

## Interlands

### 2020
|                                                                                     |          |       |             |                                                                              |
| 3 september UEFA Nations League Groep C3 № 603 «onderlinge duels» 20:45 uur (UTC+2) | Slovenië | 0 – 0 | Griekenland | Stožicestadion, Ljubljana Toeschouwers: 0 Scheidsrechter: Bobby Madden (SCO) |
| 3 september UEFA Nations League Groep C3 № 603 «onderlinge duels» 20:45 uur (UTC+2) |          |       |             | Stožicestadion, Ljubljana Toeschouwers: 0 Scheidsrechter: Bobby Madden (SCO) |

|                                                                                     |                     |       |                                         |                                                                                    |
| 6 september UEFA Nations League Groep C3 № 604 «onderlinge duels» 20:45 uur (UTC+2) | Kosovo              | 1 – 2 | Griekenland                             | Fadil Vokrristadion, Pristina Toeschouwers: 0 Scheidsrechter: Pavel Královec (CZE) |
| 6 september UEFA Nations League Groep C3 № 604 «onderlinge duels» 20:45 uur (UTC+2) | Bernard Berisha 82' |       | 2' Dimitris Limnios 51' Dimitris Siovas | Fadil Vokrristadion, Pristina Toeschouwers: 0 Scheidsrechter: Pavel Královec (CZE) |

|                                                                        |                                            |       |                      |                                                                                   |
| 7 oktober Vriendschappelijk № 605 «onderlinge duels» 20:30 uur (UTC+2) | Oostenrijk                                 | 2 – 1 | Griekenland          | Wörtherseestadion, Klagenfurt Toeschouwers: 1.500 Scheidsrechter: Matej Jug (SVN) |
| 7 oktober Vriendschappelijk № 605 «onderlinge duels» 20:30 uur (UTC+2) | Adrian Grbić 77' Christoph Baumgartner 80' |       | 63' Kostas Fortounis | Wörtherseestadion, Klagenfurt Toeschouwers: 1.500 Scheidsrechter: Matej Jug (SVN) |

|                                                                                    |                                                       |       |          |                                                                                              |
| 11 oktober UEFA Nations League Groep C3 № 606 «onderlinge duels» 21:45 uur (UTC+3) | Griekenland                                           | 2 – 0 | Moldavië | Olympisch Stadion Spyridon Louis, Athene Toeschouwers: 0 Scheidsrechter: Dennis Higler (NED) |
| 11 oktober UEFA Nations League Groep C3 № 606 «onderlinge duels» 21:45 uur (UTC+3) | Anastasios Bakasetas 45+3' (pen.) Petros Mantalos 50' |       |          | Olympisch Stadion Spyridon Louis, Athene Toeschouwers: 0 Scheidsrechter: Dennis Higler (NED) |

|                                                                                    |             |       |        |                                                                                                 |
| 14 oktober UEFA Nations League Groep C3 № 607 «onderlinge duels» 21:45 uur (UTC+3) | Griekenland | 0 – 0 | Kosovo | Olympisch Stadion Spyridon Louis, Athene Toeschouwers: 0 Scheidsrechter: Roi Reinshreiber (ISR) |
| 14 oktober UEFA Nations League Groep C3 № 607 «onderlinge duels» 21:45 uur (UTC+3) |             |       |        | Olympisch Stadion Spyridon Louis, Athene Toeschouwers: 0 Scheidsrechter: Roi Reinshreiber (ISR) |

|                                                                          |                                             |       |                 |                                                                                   |
| 11 november Vriendschappelijk № 608 «onderlinge duels» 16:45 uur (UTC+2) | Griekenland                                 | 2 – 1 | Cyprus          | Georgios Kamarasstadion, Athene Toeschouwers: 0 Scheidsrechter: Harm Osmers (GER) |
| 11 november Vriendschappelijk № 608 «onderlinge duels» 16:45 uur (UTC+2) | Christos Tzolis 8' Georgios Giakoumakis 17' |       | 58' Marios Ilia | Georgios Kamarasstadion, Athene Toeschouwers: 0 Scheidsrechter: Harm Osmers (GER) |

|                                                                                     |          |                                               |             |                                                                          |
| 15 november UEFA Nations League Groep C3 № 609 «onderlinge duels» 21:45 uur (UTC+2) | Moldavië | 0 – 2                                         | Griekenland | Zimbrustadion, Chisinau Toeschouwers: 0 Scheidsrechter: Fran Jović (CRO) |
| 15 november UEFA Nations League Groep C3 № 609 «onderlinge duels» 21:45 uur (UTC+2) |          | 32' Kostas Fortounis 41' Anastasios Bakasetas |             | Zimbrustadion, Chisinau Toeschouwers: 0 Scheidsrechter: Fran Jović (CRO) |

|                                                                                     |             |       |          |                                                                                               |
| 18 november UEFA Nations League Groep C3 № 610 «onderlinge duels» 21:45 uur (UTC+2) | Griekenland | 0 – 0 | Slovenië | Georgios Kamarasstadion, Athene Toeschouwers: 0 Scheidsrechter: Carlos del Cerro Grande (ESP) |
| 18 november UEFA Nations League Groep C3 № 610 «onderlinge duels» 21:45 uur (UTC+2) |             |       |          | Georgios Kamarasstadion, Athene Toeschouwers: 0 Scheidsrechter: Carlos del Cerro Grande (ESP) |

### 2021
|                                                                             |                   |       |                                 |                                                                                       |
| 25 maart WK-kwalificatie Groep B № 611 «onderlinge duels» 20:45 uur (UTC+1) | Spanje            | 1 – 1 | Griekenland                     | Estadio Nuevo Los Cármenes, Granada Toeschouwers: 0 Scheidsrechter: Marco Guida (ITA) |
| 25 maart WK-kwalificatie Groep B № 611 «onderlinge duels» 20:45 uur (UTC+1) | Álvaro Morata 33' |       | 56' (pen.) Anastasios Bakasetas | Estadio Nuevo Los Cármenes, Granada Toeschouwers: 0 Scheidsrechter: Marco Guida (ITA) |

|                                                                       |                                             |       |                     |                                                                                |
| 28 maart Vriendschappelijk № 612 «onderlinge duels» 17:00 uur (UTC+3) | Griekenland                                 | 2 – 1 | Honduras            | Toumbastadion, Thessaloniki Toeschouwers: 0 Scheidsrechter: Urs Schnyder (SUI) |
| 28 maart Vriendschappelijk № 612 «onderlinge duels» 17:00 uur (UTC+3) | Vangelis Pavlidis 14' Vangelis Pavlidis 59' |       | 41' Diego Rodríguez | Toumbastadion, Thessaloniki Toeschouwers: 0 Scheidsrechter: Urs Schnyder (SUI) |

|                                                                             |                           |       |                            |                                                                                    |
| 31 maart WK-kwalificatie Groep B № 613 «onderlinge duels» 21:45 uur (UTC+3) | Griekenland               | 1 – 1 | Georgië                    | Toumbastadion, Thessaloniki Toeschouwers: 0 Scheidsrechter: Szymon Marciniak (POL) |
| 31 maart WK-kwalificatie Groep B № 613 «onderlinge duels» 21:45 uur (UTC+3) | Otar Kakabadze 76' (e.d.) |       | 78' Chvitsja Kvaratschelia | Toumbastadion, Thessaloniki Toeschouwers: 0 Scheidsrechter: Szymon Marciniak (POL) |

|                                                                     |                    |       |                      |                                                                                        |
| 3 juni Vriendschappelijk № 614 «onderlinge duels» 20:45 uur (UTC+2) | België             | 1 – 1 | Griekenland          | Koning Boudewijnstadion, Brussel Toeschouwers: 0 Scheidsrechter: Fábio Veríssimo (POR) |
| 3 juni Vriendschappelijk № 614 «onderlinge duels» 20:45 uur (UTC+2) | Thorgan Hazard 28' |       | 66' Giorgos Tzavelas | Koning Boudewijnstadion, Brussel Toeschouwers: 0 Scheidsrechter: Fábio Veríssimo (POR) |

|                                                                     |                       |       |                                              |                                                                                |
| 6 juni Vriendschappelijk № 615 «onderlinge duels» 19:00 uur (UTC+2) | Noorwegen             | 1 – 2 | Griekenland                                  | Estadio La Rosaleda, Málaga Toeschouwers: 0 Scheidsrechter: Jakob Kehlet (DEN) |
| 6 juni Vriendschappelijk № 615 «onderlinge duels» 19:00 uur (UTC+2) | Stefan Strandberg 64' |       | 13' Giorgos Masouras 21' Thanasis Androutsos | Estadio La Rosaleda, Málaga Toeschouwers: 0 Scheidsrechter: Jakob Kehlet (DEN) |

|                                                                          |                                  |       |                       |                                                                               |
| 1 september Vriendschappelijk № 616 «onderlinge duels» 20:45 uur (UTC+2) | Zwitserland                      | 2 – 1 | Griekenland           | St. Jakob-Park, Bazel Toeschouwers: 3.500 Scheidsrechter: Antti Munukka (FIN) |
| 1 september Vriendschappelijk № 616 «onderlinge duels» 20:45 uur (UTC+2) | Steven Zuber 7' Ruben Vargas 51' |       | 34' Vangelis Pavlidis | St. Jakob-Park, Bazel Toeschouwers: 3.500 Scheidsrechter: Antti Munukka (FIN) |

|                                                                                |                    |       |                           | |
| 5 september WK-kwalificatie Groep B № 617 «onderlinge duels» 20:45 uur (UTC+2) | Kosovo             | 1 – 1 | Griekenland               | Fadil Vokrristadion, Pristina Toeschouwers: 1.200 Scheidsrechter: François Letexier (FRA) Video-assistent: Willy Delajod (FRA) |
| 5 september WK-kwalificatie Groep B № 617 «onderlinge duels» 20:45 uur (UTC+2) | Vedat Muriqi 90+2' |       | 45+2' Anastasios Douvikas | Fadil Vokrristadion, Pristina Toeschouwers: 1.200 Scheidsrechter: François Letexier (FRA) Video-assistent: Willy Delajod (FRA) |

|                                                                                |                                                |       |                   | |
| 8 september WK-kwalificatie Groep B № 618 «onderlinge duels» 21:45 uur (UTC+3) | Griekenland                                    | 2 – 1 | Zweden            | Olympisch Stadion Spyridon Louis, Athene Toeschouwers: 3.475 Scheidsrechter: Sergej Karasjov (RUS) Video-assistent: Vitali Mesjkov (RUS) |
| 8 september WK-kwalificatie Groep B № 618 «onderlinge duels» 21:45 uur (UTC+3) | Anastasios Bakasetas 62' Vangelis Pavlidis 78' |       | 80' Robin Quaison | Olympisch Stadion Spyridon Louis, Athene Toeschouwers: 3.475 Scheidsrechter: Sergej Karasjov (RUS) Video-assistent: Vitali Mesjkov (RUS) |

|                                                                              |         |                                                       |             | |
| 9 oktober WK-kwalificatie Groep B № 619 «onderlinge duels» 20:00 uur (UTC+4) | Georgië | 0 – 2                                                 | Griekenland | Batoemistadion, Batoemi Toeschouwers: 0 Scheidsrechter: Donatas Rumšas (LTU) Video-assistent: Jochem Kamphuis (NED) |
| 9 oktober WK-kwalificatie Groep B № 619 «onderlinge duels» 20:00 uur (UTC+4) |         | 90' (pen.) Anastasios Bakasetas 90+5' Dimitris Pelkas |             | Batoemistadion, Batoemi Toeschouwers: 0 Scheidsrechter: Donatas Rumšas (LTU) Video-assistent: Jochem Kamphuis (NED) |

|                                                                               |                                             |       |             | |
| 12 oktober WK-kwalificatie Groep B № 620 «onderlinge duels» 20:45 uur (UTC+2) | Zweden                                      | 2 – 0 | Griekenland | Friends Arena, Solna Toeschouwers: 47.314 Scheidsrechter: Tobias Stieler (GER) Video-assistent: Christian Dingert (GER) |
| 12 oktober WK-kwalificatie Groep B № 620 «onderlinge duels» 20:45 uur (UTC+2) | Emil Forsberg 59' (pen.) Alexander Isak 69' |       |             | Friends Arena, Solna Toeschouwers: 47.314 Scheidsrechter: Tobias Stieler (GER) Video-assistent: Christian Dingert (GER) |

|                                                                                |             |                          |        | |
| 11 november WK-kwalificatie Groep B № 621 «onderlinge duels» 21:45 uur (UTC+2) | Griekenland | 0 – 1                    | Spanje | Olympisch Stadion Spyridon Louis, Athene Toeschouwers: 7.825 Scheidsrechter: Szymon Marciniak (POL) Video-assistent: Tomasz Kwiatkowski (POL) |
| 11 november WK-kwalificatie Groep B № 621 «onderlinge duels» 21:45 uur (UTC+2) |             | 36' (pen.) Pablo Sarabia |        | Olympisch Stadion Spyridon Louis, Athene Toeschouwers: 7.825 Scheidsrechter: Szymon Marciniak (POL) Video-assistent: Tomasz Kwiatkowski (POL) |

|                                                                                |                      |       |                   | |
| 14 november WK-kwalificatie Groep B № 622 «onderlinge duels» 21:45 uur (UTC+2) | Griekenland          | 1 – 1 | Kosovo            | Olympisch Stadion Spyridon Louis, Athene Toeschouwers: 1.388 Scheidsrechter: Aleksej Koelbakov (BLR) Video-assistent: Sergej Karasjov (RUS) |
| 14 november WK-kwalificatie Groep B № 622 «onderlinge duels» 21:45 uur (UTC+2) | Giorgos Masouras 44' |       | 76' Amir Rrahmani | Olympisch Stadion Spyridon Louis, Athene Toeschouwers: 1.388 Scheidsrechter: Aleksej Koelbakov (BLR) Video-assistent: Sergej Karasjov (RUS) |

### 2022
|                                                                       |          |                         |             | |
| 25 maart Vriendschappelijk № 623 «onderlinge duels» 20:15 uur (UTC+2) | Roemenië | 0 – 1                   | Griekenland | Stadionul Steaua, Boekarest Toeschouwers: 20.000 Scheidsrechter: Ricardo de Burgos Bengoetxea (ESP) |
| 25 maart Vriendschappelijk № 623 «onderlinge duels» 20:15 uur (UTC+2) |          | 39' Andreas Bouchalakis |             | Stadionul Steaua, Boekarest Toeschouwers: 20.000 Scheidsrechter: Ricardo de Burgos Bengoetxea (ESP) |

|                                                                       |                     |       |             |                                                                                    |
| 28 maart Vriendschappelijk № 624 «onderlinge duels» 20:00 uur (UTC+2) | Montenegro          | 1 – 0 | Griekenland | Pod Goricomstadion, Podgorica Toeschouwers: 3.425 Scheidsrechter: Fran Jović (CRO) |
| 28 maart Vriendschappelijk № 624 «onderlinge duels» 20:00 uur (UTC+2) | Milutin Osmajić 60' |       |             | Pod Goricomstadion, Podgorica Toeschouwers: 3.425 Scheidsrechter: Fran Jović (CRO) |

|                                                                                |               |                          |             | |
| 2 juni UEFA Nations League Groep C2 № 625 «onderlinge duels» 19:45 uur (UTC+1) | Noord-Ierland | 0 – 1                    | Griekenland | Windsor Park, Belfast Toeschouwers: 16.977 Scheidsrechter: Erik Lambrechts (BEL) Video-assistent: Bram Van Driessche (BEL) |
| 2 juni UEFA Nations League Groep C2 № 625 «onderlinge duels» 19:45 uur (UTC+1) |               | 39' Anastasios Bakasetas |             | Windsor Park, Belfast Toeschouwers: 16.977 Scheidsrechter: Erik Lambrechts (BEL) Video-assistent: Bram Van Driessche (BEL) |

|                                                                                |        |                          |             | |
| 5 juni UEFA Nations League Groep C2 № 626 «onderlinge duels» 20:45 uur (UTC+2) | Kosovo | 0 – 1                    | Griekenland | Fadil Vokrristadion, Pristina Toeschouwers: 12.300 Scheidsrechter: John Beaton (SCO) Video-assistent: Jochem Kamphuis (NED) |
| 5 juni UEFA Nations League Groep C2 № 626 «onderlinge duels» 20:45 uur (UTC+2) |        | 36' Anastasios Bakasetas |             | Fadil Vokrristadion, Pristina Toeschouwers: 12.300 Scheidsrechter: John Beaton (SCO) Video-assistent: Jochem Kamphuis (NED) |

|                                                                                |                                                                    |       |        | |
| 9 juni UEFA Nations League Groep C2 № 627 «onderlinge duels» 21:45 uur (UTC+3) | Griekenland                                                        | 3 – 0 | Cyprus | Panthessalikostadion, Volos Toeschouwers: 12.418 Scheidsrechter: Tamás Bognár (HUN) Video-assistent: Sascha Stegemann (GER) |
| 9 juni UEFA Nations League Groep C2 № 627 «onderlinge duels» 21:45 uur (UTC+3) | Anastasios Bakasetas 8' Vangelis Pavlidis 20' Dimitris Limnios 49' |       |        | Panthessalikostadion, Volos Toeschouwers: 12.418 Scheidsrechter: Tamás Bognár (HUN) Video-assistent: Sascha Stegemann (GER) |

|                                                                                 |                                               |       |        | |
| 12 juni UEFA Nations League Groep C2 № 628 «onderlinge duels» 21:45 uur (UTC+3) | Griekenland                                   | 2 – 0 | Kosovo | Panthessalikostadion, Volos Toeschouwers: 15.367 Scheidsrechter: Julian Weinberger (AUT) Video-assistent: Christian-Petru Ciochirca (AUT) |
| 12 juni UEFA Nations League Groep C2 № 628 «onderlinge duels» 21:45 uur (UTC+3) | Giorgos Giakoumakis 71' Petros Mantalos 90+9' |       |        | Panthessalikostadion, Volos Toeschouwers: 15.367 Scheidsrechter: Julian Weinberger (AUT) Video-assistent: Christian-Petru Ciochirca (AUT) |

|                                                                                      |                     |       |             | |
| 24 september UEFA Nations League Groep C2 № 629 «onderlinge duels» 21:45 uur (UTC+3) | Cyprus              | 1 – 0 | Griekenland | AEK Arena - Georgios Karapatakis, Larnaca Toeschouwers: 4.548 Scheidsrechter: Aleksej Koelbakov (BLR) Video-assistent: Bartosz Frankowski (POL) |
| 24 september UEFA Nations League Groep C2 № 629 «onderlinge duels» 21:45 uur (UTC+3) | Marinos Tzionis 18' |       |             | AEK Arena - Georgios Karapatakis, Larnaca Toeschouwers: 4.548 Scheidsrechter: Aleksej Koelbakov (BLR) Video-assistent: Bartosz Frankowski (POL) |

|                                                                                      |                                                              |       |                   | |
| 27 september UEFA Nations League Groep C2 № 630 «onderlinge duels» 21:45 uur (UTC+3) | Griekenland                                                  | 3 – 1 | Noord-Ierland     | Georgios Kamarasstadion, Athene Toeschouwers: 5.871 Scheidsrechter: Filip Glova (SVK) Video-assistent: Tiago Martins (POR) |
| 27 september UEFA Nations League Groep C2 № 630 «onderlinge duels» 21:45 uur (UTC+3) | Dimitris Pelkas 14' Giorgos Masouras 55' Petros Mantalos 80' |       | 18' Shayne Lavery | Georgios Kamarasstadion, Athene Toeschouwers: 5.871 Scheidsrechter: Filip Glova (SVK) Video-assistent: Tiago Martins (POR) |

|                                                                          |                                              |       |                                                 |                                                                                   |
| 17 november Vriendschappelijk № 631 «onderlinge duels» 18:00 uur (UTC+1) | Malta                                        | 2 – 2 | Griekenland                                     | Ta' Qalistadion, Ta' Qali Toeschouwers: 1.830 Scheidsrechter: Alain Durieux (LUX) |
| 17 november Vriendschappelijk № 631 «onderlinge duels» 18:00 uur (UTC+1) | Jurgen Degabriele 54' Teddy Teuma 67' (pen.) |       | 39' Anastasios Bakasetas 86' Taxiarchis Fountas | Ta' Qalistadion, Ta' Qali Toeschouwers: 1.830 Scheidsrechter: Alain Durieux (LUX) |

|                                                                          |                                      |       |                                 | |
| 20 november Vriendschappelijk № 632 «onderlinge duels» 20:15 uur (UTC+1) | Hongarije                            | 2 – 1 | Griekenland                     | Puskás Aréna, Boedapest Toeschouwers: 50.893 Scheidsrechter: Daniele Chiffi (ITA) Video-assistent: Aleandro Di Paolo (ITA) |
| 20 november Vriendschappelijk № 632 «onderlinge duels» 20:15 uur (UTC+1) | Roland Sallai 15' Zsolt Kalmár 90+3' |       | 81' (pen.) Anastasios Bakasetas | Puskás Aréna, Boedapest Toeschouwers: 50.893 Scheidsrechter: Daniele Chiffi (ITA) Video-assistent: Aleandro Di Paolo (ITA) |

### 2023
|                                                                           |           |                                                                    |             | |
| 24 maart EK-kwalificatie Groep B № 633 «onderlinge duels» 19:45 uur (UTC) | Gibraltar | 0 – 3                                                              | Griekenland | Estádio Algarve, Loulé (Portugal) Toeschouwers: 390 Scheidsrechter: Rohit Saggi (NOR) Video-assistent: Rob Dieperink (NED) |
| 24 maart EK-kwalificatie Groep B № 633 «onderlinge duels» 19:45 uur (UTC) |           | 11' Giorgos Masouras 45' Emmanouil Siopis 58' Anastasios Bakasetas |             | Estádio Algarve, Loulé (Portugal) Toeschouwers: 390 Scheidsrechter: Rohit Saggi (NOR) Video-assistent: Rob Dieperink (NED) |

|                                                                       |             |       |          |                                                                                      |
| 27 maart Vriendschappelijk № 634 «onderlinge duels» 19:00 uur (UTC+3) | Griekenland | 0 – 0 | Litouwen | Agia Sofiastadion, Athene Toeschouwers: 11.950 Scheidsrechter: Jonathan Lardot (BEL) |
| 27 maart Vriendschappelijk № 634 «onderlinge duels» 19:00 uur (UTC+3) |             |       |          | Agia Sofiastadion, Athene Toeschouwers: 11.950 Scheidsrechter: Jonathan Lardot (BEL) |

|                                                                            |                                                      |       |                    | |
| 16 juni EK-kwalificatie Groep B № 635 «onderlinge duels» 21:45 uur (UTC+3) | Griekenland                                          | 2 – 1 | Ierland            | Agia Sofiastadion, Athene Toeschouwers: 17.452 Scheidsrechter: Harald Lechner (AUT) Video-assistent: Christian Dingert (GER) |
| 16 juni EK-kwalificatie Groep B № 635 «onderlinge duels» 21:45 uur (UTC+3) | Anastasios Bakasetas 15' (pen.) Giorgos Masouras 49' |       | 27' Nathan Collins | Agia Sofiastadion, Athene Toeschouwers: 17.452 Scheidsrechter: Harald Lechner (AUT) Video-assistent: Christian Dingert (GER) |

|                                                                            |                          |       |             | |
| 19 juni EK-kwalificatie Groep B № 636 «onderlinge duels» 20:45 uur (UTC+2) | Frankrijk                | 1 – 0 | Griekenland | Stade de France, Saint-Denis Toeschouwers: 76.500 Scheidsrechter: Antonio Mateu Lahoz (ESP) Video-assistent: Ricardo de Burgos Bengoetxea (ESP) |
| 19 juni EK-kwalificatie Groep B № 636 «onderlinge duels» 20:45 uur (UTC+2) | Kylian Mbappé 55' (pen.) |       |             | Stade de France, Saint-Denis Toeschouwers: 76.500 Scheidsrechter: Antonio Mateu Lahoz (ESP) Video-assistent: Ricardo de Burgos Bengoetxea (ESP) |

|                                                                                |                                                     |       |             | |
| 7 september EK-kwalificatie Groep B № 637 «onderlinge duels» 20:45 uur (UTC+2) | Nederland                                           | 3 – 0 | Griekenland | Philips Stadion, Eindhoven Toeschouwers: 32.079 Scheidsrechter: Michael Oliver (ENG) Video-assistent: Stuart Attwell (ENG) |
| 7 september EK-kwalificatie Groep B № 637 «onderlinge duels» 20:45 uur (UTC+2) | Marten de Roon 17' Cody Gakpo 31' Wout Weghorst 39' |       |             | Philips Stadion, Eindhoven Toeschouwers: 32.079 Scheidsrechter: Michael Oliver (ENG) Video-assistent: Stuart Attwell (ENG) |

|                                                                                 | |       |           | |
| 10 september EK-kwalificatie Groep B № 638 «onderlinge duels» 21:45 uur (UTC+3) | Griekenland | 5 – 0 | Gibraltar | Agia Sofiastadion, Athene Toeschouwers: 9.774 Scheidsrechter: Manfredas Lukjančukas (LTU) Video-assistent: Marco Di Bello (ITA) |
| 10 september EK-kwalificatie Groep B № 638 «onderlinge duels» 21:45 uur (UTC+3) | Dimitris Pelkas 9' Konstantinos Mavropanos 23' Giorgos Masouras 70' Konstantinos Mavropanos 83' Giorgos Masouras 90+1' |       |           | Agia Sofiastadion, Athene Toeschouwers: 9.774 Scheidsrechter: Manfredas Lukjančukas (LTU) Video-assistent: Marco Di Bello (ITA) |

|                                                                               |         |                                                |             | |
| 13 oktober EK-kwalificatie Groep B № 639 «onderlinge duels» 19:45 uur (UTC+1) | Ierland | 0 – 2                                          | Griekenland | Avivastadion, Dublin Toeschouwers: 41.239 Scheidsrechter: Glenn Nyberg (SWE) Video-assistent: Tomasz Kwiatkowski (POL) |
| 13 oktober EK-kwalificatie Groep B № 639 «onderlinge duels» 19:45 uur (UTC+1) |         | 20' Giorgos Giakoumakis 45+4' Giorgos Masouras |             | Avivastadion, Dublin Toeschouwers: 41.239 Scheidsrechter: Glenn Nyberg (SWE) Video-assistent: Tomasz Kwiatkowski (POL) |

|                                                                               |             |                              |           | |
| 16 oktober EK-kwalificatie Groep B № 640 «onderlinge duels» 21:45 uur (UTC+3) | Griekenland | 0 – 1                        | Nederland | Agia Sofiastadion, Athene Toeschouwers: 24.967 Scheidsrechter: Alejandro Hernández (ESP) Video-assistent: Juan Martínez Munuera (ESP) |
| 16 oktober EK-kwalificatie Groep B № 640 «onderlinge duels» 21:45 uur (UTC+3) |             | 90+3' (pen.) Virgil van Dijk |           | Agia Sofiastadion, Athene Toeschouwers: 24.967 Scheidsrechter: Alejandro Hernández (ESP) Video-assistent: Juan Martínez Munuera (ESP) |

|                                                                          |                                                   |       |               |                                                                                      |
| 17 november Vriendschappelijk № 641 «onderlinge duels» 19:00 uur (UTC+2) | Griekenland                                       | 2 – 0 | Nieuw-Zeeland | Georgios Kamarasstadion, Athene Toeschouwers: 197 Scheidsrechter: Luca Cibelli (SUI) |
| 17 november Vriendschappelijk № 641 «onderlinge duels» 19:00 uur (UTC+2) | Giannis Konstantelias 10' Giorgos Giakoumakis 29' |       |               | Georgios Kamarasstadion, Athene Toeschouwers: 197 Scheidsrechter: Luca Cibelli (SUI) |

|                                                                                |                                              |       |                                           | |
| 21 november EK-kwalificatie Groep B № 642 «onderlinge duels» 21:45 uur (UTC+2) | Griekenland                                  | 2 – 2 | Frankrijk                                 | Agia Sofiastadion, Athene Toeschouwers: 24.820 Scheidsrechter: Daniel Siebert (GER) Video-assistent: Marco Fritz (GER) |
| 21 november EK-kwalificatie Groep B № 642 «onderlinge duels» 21:45 uur (UTC+2) | Anastasios Bakasetas 56' Fotis Ioannidis 61' |       | 42' Randal Kolo Muani 74' Youssouf Fofana | Agia Sofiastadion, Athene Toeschouwers: 24.820 Scheidsrechter: Daniel Siebert (GER) Video-assistent: Marco Fritz (GER) |

### 2024
|                                                                              | |       |            | |
| 21 maart EK-kwalificatie Play-off № 643 «onderlinge duels» 21:45 uur (UTC+2) | Griekenland | 5 – 0 | Kazachstan | Agia Sofiastadion, Athene Toeschouwers: 25.200 Scheidsrechter: Danny Makkelie (NED) Video-assistent: Rob Dieperink (NED) |
| 21 maart EK-kwalificatie Play-off № 643 «onderlinge duels» 21:45 uur (UTC+2) | Anastasios Bakasetas 9' (pen.) Dimitris Pelkas 15' Fotis Ioannidis 37' Dimitris Kourbelis 40' Jerkin Tapalov 85' (e.d.) |       |            | Agia Sofiastadion, Athene Toeschouwers: 25.200 Scheidsrechter: Danny Makkelie (NED) Video-assistent: Rob Dieperink (NED) |

|                                                                              |                                                                                            |              |                                                                                | |
| 26 maart EK-kwalificatie Play-off № 644 «onderlinge duels» 21:00 uur (UTC+4) | Georgië                                                                                    | 0 – 0 (n.v.) | Griekenland                                                                    | Boris Paitsjadzestadion, Tbilisi Toeschouwers: 44.000 Scheidsrechter: Szymon Marciniak (POL) Video-assistent: Tomasz Kwiatkowski (POL) |
| 26 maart EK-kwalificatie Play-off № 644 «onderlinge duels» 21:00 uur (UTC+4) |                                                                                            |              |                                                                                | Boris Paitsjadzestadion, Tbilisi Toeschouwers: 44.000 Scheidsrechter: Szymon Marciniak (POL) Video-assistent: Tomasz Kwiatkowski (POL) |
| 26 maart EK-kwalificatie Play-off № 644 «onderlinge duels» 21:00 uur (UTC+4) | Strafschoppen                                                                              |              |                                                                                | Boris Paitsjadzestadion, Tbilisi Toeschouwers: 44.000 Scheidsrechter: Szymon Marciniak (POL) Video-assistent: Tomasz Kwiatkowski (POL) |
| 26 maart EK-kwalificatie Play-off № 644 «onderlinge duels» 21:00 uur (UTC+4) | Giorgi Kotsjorasjvili Zoeriko Davitasjvili Georges Mikautadze Lasja Dvali Nika Kvekveskiri | 4 – 2        | Anastasios Bakasetas Georgios Masouras Andreas Bouchalakis Giorgos Giakoumakis | Boris Paitsjadzestadion, Tbilisi Toeschouwers: 44.000 Scheidsrechter: Szymon Marciniak (POL) Video-assistent: Tomasz Kwiatkowski (POL) |

|                                                                     |                                 |       |                      | |
| 7 juni Vriendschappelijk № 645 «onderlinge duels» 20:45 uur (UTC+2) | Duitsland                       | 2 – 1 | Griekenland          | Borussia-Park, Mönchengladbach Toeschouwers: 45.500 Scheidsrechter: José Munuera Montero (ESP) Video-assistent: Eduardo Prieto Iglesias (ESP) |
| 7 juni Vriendschappelijk № 645 «onderlinge duels» 20:45 uur (UTC+2) | Kai Havertz 56' Pascal Groß 89' |       | 33' Giorgos Masouras | Borussia-Park, Mönchengladbach Toeschouwers: 45.500 Scheidsrechter: José Munuera Montero (ESP) Video-assistent: Eduardo Prieto Iglesias (ESP) |

|                                                                      |       |                                                    |             |                                                                                      |
| 11 juni Vriendschappelijk № 646 «onderlinge duels» 18:00 uur (UTC+2) | Malta | 0 – 2                                              | Griekenland | Greisbergers Betten-Arena, Grödig Toeschouwers: 500 Scheidsrechter: Alan Kijas (AUT) |
| 11 juni Vriendschappelijk № 646 «onderlinge duels» 18:00 uur (UTC+2) |       | 7' (pen.) Anastasios Bakasetas 15' Christos Tzolis |             | Greisbergers Betten-Arena, Grödig Toeschouwers: 500 Scheidsrechter: Alan Kijas (AUT) |

|                                                                                     |                                                                     |       |         | |
| 7 september UEFA Nations League Groep B2 № 647 «onderlinge duels» 21:45 uur (UTC+3) | Griekenland                                                         | 3 – 0 | Finland | Agia Sofiastadion, Athene Toeschouwers: 17.293 Scheidsrechter: Urs Schnyder (SUI) Video-assistent: Lukas Fähndrich (SUI) |
| 7 september UEFA Nations League Groep B2 № 647 «onderlinge duels» 21:45 uur (UTC+3) | Fotis Ioannidis 23' Benjamin Källman 37' (e.d.) Fotis Ioannidis 76' |       |         | Agia Sofiastadion, Athene Toeschouwers: 17.293 Scheidsrechter: Urs Schnyder (SUI) Video-assistent: Lukas Fähndrich (SUI) |

|                                                                                      |         |                                         |             | |
| 10 september UEFA Nations League Groep B2 № 648 «onderlinge duels» 19:45 uur (UTC+1) | Ierland | 0 – 2                                   | Griekenland | Avivastadion, Dublin Toeschouwers: 37.274 Scheidsrechter: Espen Eskås (NOR) Video-assistent: Dennis Higler (NED) |
| 10 september UEFA Nations League Groep B2 № 648 «onderlinge duels» 19:45 uur (UTC+1) |         | 50' Fotis Ioannidis 87' Christos Tzolis |             | Avivastadion, Dublin Toeschouwers: 37.274 Scheidsrechter: Espen Eskås (NOR) Video-assistent: Dennis Higler (NED) |

|                                                                                    |                     |       |                                               | |
| 10 oktober UEFA Nations League Groep B2 № 649 «onderlinge duels» 19:45 uur (UTC+1) | Engeland            | 1 – 2 | Griekenland                                   | Wembley Stadium, Londen Toeschouwers: 79.012 Scheidsrechter: Andrea Colombo (ITA) Video-assistent: Valerio Marini (ITA) |
| 10 oktober UEFA Nations League Groep B2 № 649 «onderlinge duels» 19:45 uur (UTC+1) | Jude Bellingham 87' |       | 49' Vangelis Pavlidis 90+4' Vangelis Pavlidis | Wembley Stadium, Londen Toeschouwers: 79.012 Scheidsrechter: Andrea Colombo (ITA) Video-assistent: Valerio Marini (ITA) |

|                                                                                    |                                                |       |         | |
| 13 oktober UEFA Nations League Groep B2 № 650 «onderlinge duels» 21:45 uur (UTC+3) | Griekenland                                    | 2 – 0 | Ierland | Georgios Karaiskákisstadion, Piraeus Toeschouwers: 30.253 Scheidsrechter: Joey Kooij (NED) Video-assistent: Clay Ruperti (NED) |
| 13 oktober UEFA Nations League Groep B2 № 650 «onderlinge duels» 21:45 uur (UTC+3) | Anastasios Bakasetas 48' Petros Mantalos 90+1' |       |         | Georgios Karaiskákisstadion, Piraeus Toeschouwers: 30.253 Scheidsrechter: Joey Kooij (NED) Video-assistent: Clay Ruperti (NED) |

|                                                                                     |             |                                                                   |          | |
| 14 november UEFA Nations League Groep B2 № 651 «onderlinge duels» 21:45 uur (UTC+2) | Griekenland | 0 – 3                                                             | Engeland | Olympisch Stadion Spyridon Louis, Athene Toeschouwers: 60.664 Scheidsrechter: Daniel Siebert (GER) Video-assistent: Bastian Dankert (GER) |
| 14 november UEFA Nations League Groep B2 № 651 «onderlinge duels» 21:45 uur (UTC+2) |             | 7' Ollie Watkins 78' (e.d.) Odisseas Vlachodimos 83' Curtis Jones |          | Olympisch Stadion Spyridon Louis, Athene Toeschouwers: 60.664 Scheidsrechter: Daniel Siebert (GER) Video-assistent: Bastian Dankert (GER) |

|                                                                                     |         |                                              |             | |
| 17 november UEFA Nations League Groep B2 № 652 «onderlinge duels» 19:00 uur (UTC+2) | Finland | 0 – 2                                        | Griekenland | Olympisch Stadion, Helsinki Toeschouwers: 17.661 Scheidsrechter: Willy Delajod (FRA) Video-assistent: Benoît Millot (FRA) |
| 17 november UEFA Nations League Groep B2 № 652 «onderlinge duels» 19:00 uur (UTC+2) |         | 52' Anastasios Bakasetas 56' Christos Tzolis |             | Olympisch Stadion, Helsinki Toeschouwers: 17.661 Scheidsrechter: Willy Delajod (FRA) Video-assistent: Benoît Millot (FRA) |

### 2025
|                                                                                   |             |                            |           | |
| 20 maart UEFA Nations League Play-offs № 653 «onderlinge duels» 21:45 uur (UTC+2) | Griekenland | 0 – 1                      | Schotland | Georgios Karaiskákisstadion, Piraeus Toeschouwers: 31.483 Scheidsrechter: Tobias Stieler (GER) Video-assistent: Sören Storks (GER) |
| 20 maart UEFA Nations League Play-offs № 653 «onderlinge duels» 21:45 uur (UTC+2) |             | 33' (pen.) Scott McTominay |           | Georgios Karaiskákisstadion, Piraeus Toeschouwers: 31.483 Scheidsrechter: Tobias Stieler (GER) Video-assistent: Sören Storks (GER) |

|                                                                                 |           |                                                                         |             | |
| 23 maart UEFA Nations League Play-offs № 654 «onderlinge duels» 17:00 uur (UTC) | Schotland | 0 – 3                                                                   | Griekenland | Hampden Park, Glasgow Toeschouwers: 48.626 Scheidsrechter: Davide Massa (ITA) Video-assistent: Daniele Chiffi (ITA) |
| 23 maart UEFA Nations League Play-offs № 654 «onderlinge duels» 17:00 uur (UTC) |           | 20' Giannis Konstantelias 42' Konstantinos Karetsas 46' Christos Tzolis |             | Hampden Park, Glasgow Toeschouwers: 48.626 Scheidsrechter: Davide Massa (ITA) Video-assistent: Daniele Chiffi (ITA) |

|                                                                     |                                                                                                   |       |                  |                                                                                   |
| 7 juni Vriendschappelijk № 655 «onderlinge duels» 21:45 uur (UTC+3) | Griekenland                                                                                       | 4 – 1 | Slowakije        | Pankritiostadion, Iraklion Toeschouwers: 18.930 Scheidsrechter: Harm Osmers (GER) |
| 7 juni Vriendschappelijk № 655 «onderlinge duels» 21:45 uur (UTC+3) | Giannis Konstantelias 16' Vangelis Pavlidis 66' Anastasios Douvikas 88' David Hrnčár 90+2' (e.d.) |       | 34' Dávid Hancko | Pankritiostadion, Iraklion Toeschouwers: 18.930 Scheidsrechter: Harm Osmers (GER) |

|                                                                      |                                                                                       |       |           |                                                                                        |
| 10 juni Vriendschappelijk № 656 «onderlinge duels» 21:45 uur (UTC+3) | Griekenland                                                                           | 4 – 0 | Bulgarije | Pankritiostadion, Iraklion Toeschouwers: 18.000 Scheidsrechter: Nathan Verboomen (BEL) |
| 10 juni Vriendschappelijk № 656 «onderlinge duels» 21:45 uur (UTC+3) | Dimitris Pelkas 51' Fotis Ioannidis 66' Christos Tzolis 74' Giannis Konstantelias 89' |       |           | Pankritiostadion, Iraklion Toeschouwers: 18.000 Scheidsrechter: Nathan Verboomen (BEL) |

|                                                                                |             |   |             |                                                                                  |
| 5 september WK-kwalificatie Groep C № 657 «onderlinge duels» 21:45 uur (UTC+3) | Griekenland | – | Wit-Rusland | Georgios Karaiskákisstadion, Piraeus Toeschouwers: n.n.b. Scheidsrechter: n.n.b. |
| 5 september WK-kwalificatie Groep C № 657 «onderlinge duels» 21:45 uur (UTC+3) |             |   |             | Georgios Karaiskákisstadion, Piraeus Toeschouwers: n.n.b. Scheidsrechter: n.n.b. |

|                                                                                |             |   |            |                                                                                  |
| 8 september WK-kwalificatie Groep C № 658 «onderlinge duels» 21:45 uur (UTC+3) | Griekenland | – | Denemarken | Georgios Karaiskákisstadion, Piraeus Toeschouwers: n.n.b. Scheidsrechter: n.n.b. |
| 8 september WK-kwalificatie Groep C № 658 «onderlinge duels» 21:45 uur (UTC+3) |             |   |            | Georgios Karaiskákisstadion, Piraeus Toeschouwers: n.n.b. Scheidsrechter: n.n.b. |

|                                                                              |           |   |             |                                                                   |
| 9 oktober WK-kwalificatie Groep C № 659 «onderlinge duels» 19:45 uur (UTC+1) | Schotland | – | Griekenland | Hampden Park, Glasgow Toeschouwers: n.n.b. Scheidsrechter: n.n.b. |
| 9 oktober WK-kwalificatie Groep C № 659 «onderlinge duels» 19:45 uur (UTC+1) |           |   |             | Hampden Park, Glasgow Toeschouwers: n.n.b. Scheidsrechter: n.n.b. |

|                                                                               |            |   |             |                                                                |
| 12 oktober WK-kwalificatie Groep C № 660 «onderlinge duels» 20:45 uur (UTC+2) | Denemarken | – | Griekenland | Parken, Kopenhagen Toeschouwers: n.n.b. Scheidsrechter: n.n.b. |
| 12 oktober WK-kwalificatie Groep C № 660 «onderlinge duels» 20:45 uur (UTC+2) |            |   |             | Parken, Kopenhagen Toeschouwers: n.n.b. Scheidsrechter: n.n.b. |

|                                                                                |             |   |           |                                                                                  |
| 15 november WK-kwalificatie Groep C № 661 «onderlinge duels» 21:45 uur (UTC+2) | Griekenland | – | Schotland | Georgios Karaiskákisstadion, Piraeus Toeschouwers: n.n.b. Scheidsrechter: n.n.b. |
| 15 november WK-kwalificatie Groep C № 661 «onderlinge duels» 21:45 uur (UTC+2) |             |   |           | Georgios Karaiskákisstadion, Piraeus Toeschouwers: n.n.b. Scheidsrechter: n.n.b. |

|                                                                                |             |   |             |                                                                  |
| 18 november WK-kwalificatie Groep C № 662 «onderlinge duels» 20:45 uur (UTC+1) | Wit-Rusland | – | Griekenland | n.n.b. (Neutraal terrein) Toeschouwers: 0 Scheidsrechter: n.n.b. |
| 18 november WK-kwalificatie Groep C № 662 «onderlinge duels» 20:45 uur (UTC+1) |             |   |             | n.n.b. (Neutraal terrein) Toeschouwers: 0 Scheidsrechter: n.n.b. |

EPO · A-internationals · Bondscoaches · Selecties · Grieks vrouwenelftal · Olympisch elftal · Griekenland U21 · Griekenland U20 · Griekenland U19 · Griekenland U18 · Griekenland U17 · Griekenland U16
1920 – 1929 ·
1930 – 1939 ·
1940 – 1949 ·
1950 – 1959 ·
1960 – 1969 ·
1970 – 1979 ·
1980 – 1989 ·
1990 – 1999 ·
2000 – 2009 ·
2010 – 2019 ·
2020 − 2029
EK 1980 · 
EK 2004 · 
EK 2008 · 
EK 2012
WK 1994 · 
WK 2010 · 
WK 2014
OS 1920 · 
OS 1952 · 
OS 2004
1920 · 
1921–1928 · 
1929 · 
1930 · 
1931 · 
1932 · 
1933 · 
1934 · 
1935 · 
1936 · 
1937 · 
1938 · 
1939–1947 · 
1948 · 
1949 · 
1950 · 
1952 · 
1952 · 
1953 · 
1954 · 
1955 · 
1956 · 
1957 · 
1958 · 
1959 · 
1960 · 
1961 · 
1962 · 
1963 · 
1964 · 
1965 · 
1966 · 
1967 · 
1968 · 
1969 · 
1970 · 
1971 · 
1972 · 
1973 · 
1974 · 
1975 · 
1976 · 
1977 · 
1978 · 
1979 · 
1980 · 
1981 · 
1982 · 
1983 · 
1984 · 
1985 · 
1986 · 
1987 · 
1988 · 
1989 · 
1990 · 
1991 ·
1992 · 
1993 · 
1994 · 
1995 · 
1996 · 
1997 · 
1998 · 
1999 · 
2000 · 
2001 · 
2002 · 
2003 · 
2004 · 
2005 · 
2006 · 
2007 · 
2008 · 
2009 · 
2010 · 
2011 · 
2012 · 
2013 · 
2014 · 
2015 · 
2016 · 
2017 · 
2018 ·
2019 ·
2020 ·
2021 ·
2022 ·
2023
Albanië ·
Argentinië ·
Armenië ·
Australië ·
België ·
Bolivia ·
Bosnië en Herzegovina ·
Brazilië ·
Bulgarije ·
Canada ·
Chili ·
Colombia ·
Costa Rica ·
Cyprus ·
Denemarken ·
DDR · 
Duitsland ·
Ecuador · 
Egypte ·
El Salvador ·
Engeland ·
Estland ·
Ethiopië ·
Faeröer ·
Finland ·
Frankrijk ·
Georgië ·
Ghana ·
Gibraltar ·
Honduras ·
Hongarije ·
Ierland ·
IJsland ·
Israël ·
Italië ·
Ivoorkust ·
Japan ·
Joegoslavië ·
Kameroen ·
Kazachstan ·
Kosovo ·
Kroatië ·
Letland ·
Libië ·
Liechtenstein ·
Litouwen ·
Luxemburg ·
Malta ·
Marokko ·
Mexico ·
Moldavië ·
Montenegro ·
Nederland ·
Nieuw-Zeeland ·
Nigeria ·
Noord-Ierland ·
Noord-Korea · 
Noorwegen ·
Oekraïne ·
Oostenrijk ·
Palestina ·
Paraguay · 
Polen ·
Portugal ·
Qatar ·
Roemenië ·
Rusland ·
San Marino ·
Saoedi-Arabië · 
Schotland ·
Senegal · 
Servië · 
Slovenië ·
Slowakije ·
Sovjet-Unie ·
Spanje ·
Syrië ·
Tsjechië ·
Tsjecho-Slowakije ·
Turkije ·
Verenigde Staten ·
Wales ·
Wit-Rusland · 
Zuid-Korea ·
Zweden ·
Zwitserland
Colombia (2014) · 
Costa Rica (2014) · 
Duitsland (2012) · 
Ivoorkust (2014) · 
Japan (2014) ·
Polen (2012) ·
Portugal (2004, 2) · 
Rusland (2008) ·
Rusland (2012) ·
Spanje (2008) ·
Tsjechië (2012) ·
Zuid-Korea (2010) ·
Zweden (2008)
CONMEBOL: Argentinië · Bolivia · Brazilië · Chili · Colombia · Ecuador · Paraguay · Peru · Uruguay · Venezuela

UEFA: Albanië · Andorra · Armenië · Azerbeidzjan · België · Bosnië en Herzegovina · Bulgarije · Cyprus · Denemarken · Duitsland · Engeland · Estland · Faeröer · Finland · Frankrijk · Georgië · Gibraltar · Griekenland · Hongarije · IJsland · Ierland · Israël · Italië · Kazachstan · Kosovo · Kroatië · Letland · Liechtenstein · Litouwen · Luxemburg · Malta · Moldavië · Montenegro · Nederland · Noord-Ierland · Noord-Macedonië · Noorwegen · Oekraïne · Oostenrijk · Polen · Portugal · Roemenië · Rusland · San Marino · Schotland · Servië · Slovenië · Slowakije · Spanje · Tsjechië · Turkije · Wales · Wit-Rusland · Zweden · Zwitserland

AFC: Australië · China · Irak · Iran · Japan · Libanon · Oezbekistan · Oman · Qatar · Saoedi-Arabië · Syrië · Verenigde Arabische Emiraten · Vietnam · Zuid-Korea

CAF: Algerije · Burkina Faso · Congo-Kinshasa · Egypte · Ghana · Ivoorkust · Kaapverdië · Kameroen · Mali · Marokko · Nigeria · Senegal · Tunesië · Zuid-Afrika

CONCACAF: Canada · Costa Rica · Curaçao · El Salvador · Honduras · Jamaica · Mexico · Panama · Suriname · Verenigde Staten

OFC: Nieuw-Zeeland